# Sugiyamaella
Sugiyamaella es un género de hongos en el orden Saccharomycetales. Según el  2007 Outline of Ascomycota, el género contiene 4 especies.